# Jean Shepherd
No confundir con Jean Shepard
Jean Parker Shepherd (26 de julio de 1921 - 16 de octubre de 1999) fue un cuentacuentos, presentador radiofónico y televisivo, escritor y actor de nacionalidad estadounidense, conocido habitualmente por el mote Shep.
Con una carrera de varias décadas de duración, Shepherd es quizás más conocido entre el público moderno por el film A Christmas Story (1983), el cual narró y coescribió, y que se basaba en sus propias historias semi-autobiográficas.

## Biografía

### Primeros años
Nacido en Chicago, Illinois, Shepherd se crio en Hammond, Indiana, graduándose en la Hammond High School en 1939. De joven trabajó un breve tiempo como cartero en una acería, consiguiendo en esa época la licencia de radioaficionado. 
Durante la Segunda Guerra Mundial sirvió en el Cuerpo de Señales del Ejército de los Estados Unidos, y posteriormente inició una extensa carrera en los medios de comunicación, ejerciendo en los mismos diferentes actividades.

### Carrera radiofónica
Shepherd empezó su carrera radiofónica en la emisora WSAI de Cincinnati, Ohio, en 1948. Entre 1951 y 1953 tuvo un programa nocturno en la KYW (AM) de Filadelfia, Pensilvania, tras lo cual volvió a Cincinnati para participar en un show de la WLW. Tras un período televisivo (ver más abajo), volvió a la radio. "Shep," como era conocido, se asentó en 1956 en la emisora WOR (AM) de la ciudad de Nueva York con un programa nocturno en el que deleitaba a sus seguidores contándoles historias, leyendo poesía (especialmente los trabajos de Robert William Service), y organizando números cómicos. De los últimos, el más famoso fue una patraña sobre un libro ficticio, I, Libertine, escrito por un autor también ficticio, "Frederick R. Ewing". Shepherd, Theodore Sturgeon y Betty Ballantine escribieron más tarde un libro real sobre ello, con una cubierta pintada por el ilustrador Frank Kelly Freas y publicado por  Ballantine Books. 
Entre sus amigos más cercanos a finales de los años cincuenta figuraban Shel Silverstein y Herb Gardner. Con ellos y con la actriz Lois Nettleton, Shepherd actuó en una revista creada por él, Look, Charlie. Más adelante se casó con Nettleton, permaneciendo la pareja unida seis años.
Cuando estaba a punto de ser despedido de la WOR en 1956 por no ser bastante comercial, hizo publicidad para Sweetheart Soap, una firma que no era patrocinadora de su emisora, por lo cual fue despedido de manera inmediata. Sus oyentes presionaron a la WOR con quejas, y cuando Sweetheart les ofreció patrocinio, Shepherd fue readmitido. Finalmente atrajo a más patrocinadores de los que él quería—los anuncios comerciales interrumpían sus monólogos. Shepherd continuó con WOR hasta 1977. Sus siguientes trabajos radiofónicos consistieron en segmentos cortos para otras varias emisoras, siendo una de ellas la WCBS. 
Uno de los momentos más llamativos de sus programas fue cuando contó su participación en la Marcha sobre Washington por el trabajo y la libertad en agosto de 1963, durante la cual Martin Luther King dio su discurso "Yo tengo un sueño". Otro programa destacado fue el que llevó a efecto el 25 de noviembre de 1963—el día del entierro del Presidente John F. Kennedy. A pesar de ello, a lo largo de su carrera casi siempre actuó enteramente sin guiones, aunque durante una entrevista Shepherd afirmó que tardaba varias semanas en preparar algunos shows. En los días 4 de julio, el Día de la Independencia de los Estados Unidos, Shepherd siempre leía uno de sus cuentos más popular, "Ludlow Kissel and the Dago Bomb that Struck Back," acerca de un vecindario bebido y sus desastrosos fuegos artificiales. Por cuestiones de azar y horario, la lectura de dicho relato coincidía en muchos lugares con las exhibiciones pirotécnicas en conmemoración de la festividad.

### Libros
Shepherd escribió una serie de historias cortas humorísticas basadas en sus años en el noroeste de Indiana y en las acerías, muchas de las cuales él mismo leía en su programa, y que después fueron publicadas en Playboy. Las historias se recopilaron en libros titulados In God We Trust, All Others Pay Cash, Wanda Hickey's Night of Golden Memories: and Other Disasters, The Ferrari in the Bedroom, y A Fistful of Fig Newtons. Algunos de los relatos se adaptaron a sus películas y a sus historias televisivas. También escribió columnas para The Village Voice y Car and Driver, además de numerosos artículos individuales para diversas publicaciones, entre ellas Mad Magazine ("The Night People vs. Creeping Meatballism"), y prólogos de libros como The America of George Ade, American Snapshots, y la reimpresión en 1970 del Johnson Smith Catalogue (1929).

### Televisión y cine
Al principio de su carrera, Shepherd tuvo un programa televisivo en Cincinnati titulado Rear Bumper, y en 1960 hizo un show televisivo semanal de corta trayectoria en la WOR de Nueva York. 
Entre 1971 y 1994 Shepherd fue guionista, produciendo numerosos trabajos para la televisión y el cine. Así, fue guionista y narrador del show Jean Shepherd's America, producido por la emisora de Boston WGBH-TV y en el cual relataba sus famosas historias, visitaba lugares inusuales y hacía entrevistas de interés. Utilizó un formato similar para el programa de New Jersey Network Shepherd's Pie.
Otro de los trabajos escritos por él fue el largometraje A Christmas Story, actualmente considerado un clásico navideño. En el film Shepherd daba voz a Ralph Parker. Además hizo un cameo interpretando a un hombre que hacía cola en unos almacenes esperando a Santa Claus. Diez años más tarde Shepherd y el director Bob Clark filmaron una secuela, It Runs In The Family (posteriormente conocida como My Summer Story) estrenada por MGM en 1994 con un reparto enteramente diferente al del film previo. 
La serie American Playhouse emitió unos telefilmes basados en las historias de Shepherd, y en los cuales también aparecía la familia Parker. Entre ellos estaban Ollie Hopnoodle's Haven of Bliss, The Great American Fourth of July and Other Disasters, y The Phantom of the Open Hearth.

### Actuaciones en directo y grabaciones
Los sábados por la noche a lo largo de varios años, Shepherd emitió su programa radiofónico en la WOR en directo desde el Limelight Café en el Greenwich Village de Nueva York. También emitió desde muchos colegios a lo largo de la nación, y actuó anualmente a lo largo de treinta años (hasta 1996) en la Universidad de Princeton.
También actuó, con entradas agotadas, en el Carnegie Hall y en The Town Hall. Además presentó varios importantes conciertos de jazz a finales de los años cincuenta. Shepherd también improvisó una narración hablada para el tema titular del álbum de 1957 The Clown, del músico de jazz Charles Mingus. Ocho álbumes en directo y de estudio de Shepherd se lanzaron al mercado entre 1955 y 1975. Shepherd también grabó la narración de apertura y la voz del personaje de Audio-Animatronics "Father", para la renovación de la atracción Carousel of Progress en el Magic Kingdom de Walt Disney World.

### Música
En algunas de sus emisiones Shepherd ponía grabaciones de Novelty Songs como "The Bear Missed the Train" (una parodia de la balada yidis "Bei Mir Bist Du Schoen") y "The Sheik of Araby". A veces Shepherd acompañaba las grabaciones tocando el arpa de boca, la flauta nasal, o el mirlitón.

## Vida personal
Su padre era cajero de la compañía Borden, Inc. Sin embargo, en una entrevista radiofónica en el Show de Long John Nebel, Shepherd afirmaba que su padre real era un dibujante del estilo de Herblock, y que él había heredado su facilidad para el dibujo. Aunque esto podía ser falso, sí que es cierto que los dibujos a tinta de Shepherd adornan algunas de sus publicaciones. Según el censo federal de 1930 en Hammond, Indiana, el padre de Shepherd trabajaba como cajero, y tanto él como su madre, Anna, eran de Illinois.
Jean Shepherd se casó cuatro veces: 
- El primer matrimonio, muy breve, y del que apenas nada se conoce, fue confirmado por el hijo de Shepherd, Randall, y por su tercera esposa, Lois Nettleton.
- El segundo fue con Joan Laverne Warner, con la que se casó el 9 de septiembre de 1950, divorciándose en 1957. Tuvieron un hijo, Randall Shepherd (1951) y una hija, Adrien Shepherd (16 de diciembre de 1957).
- El tercero fue con Lois Nettleton, con la que se casó el 3 de diciembre de 1960, divorciándose en 1967.[10]
- Su cuarta y última esposa fue Leigh Brown, desde el 2 de marzo de 1977 al 16 de julio de 1998, fecha en que ella falleció.

Shepherd pasó sus últimos años de vida en un relativo aislamiento en la Isla Sanibel, en Florida, junto a su esposa Leigh Brown. Ella había sido su productora en la WOR, y jugó variados papeles en su carrera. Jean Shepherd falleció en Isla Sanibel en 1999 por causas naturales. 
En 2005 se incluyó a Shepherd a título póstumo en el Radio Hall of Fame.

## Multimedia
- Jean Shepherd en Clinton, Nueva Jersey, en 1977.
- Max Schmid's "Mass Backwards".
- The Brass Figlagee
- Jean Shepherd Reads Poems of Robert Service (1975) (enlace roto disponible en Internet Archive; véase el historial, la primera versión y la última). en Smithsonian Folkways
- Insomnia Theater
- Shep-A-Day

## Filmografía
- America, Inc. (1970) (TV)
- Jean Shepherd's America (1971) (TV)
- No Whistles, Bells, or Bedlam (1972) (Rochester Institute of Technology)http://www.imdb.com/title/tt0307234/
- The Phantom of the Open Hearth (1976) (TV)
- The Great American Fourth of July and Other Disasters (1982) (TV)
- The Star-Crossed Romance of Josephine Cosnowski (1983) (TV)
- A Christmas Story (1983)
- The Great American Road-Racing Festival (1985) (TV)
- Ollie Hopnoodle's Haven of Bliss (1988) (TV)
- My Summer Story (1994)